# Hssoum
Hssoum ou El Hssoum (arabe : الحسوم), « jours déterminants » en français, est la période de l'année s'étendant, selon le calendrier berbère utilisé traditionnellement pour les récoltes, du 10 au 17 mars. Caractérisée par des rafales de vent, elle est connue pour être la période de la pollinisation croisée des plantes.

## Étymologie
Cette période est qualifiée de hssoum puisqu'elle tranche entre l'hiver et le printemps alors que d'autres affirment que l'origine de la dénomination est la rafale de vent envoyée par Dieu sur le peuple de Ad (arabe : قوم عاد).

## Coutumes et traditions
Les gens pensent que cette période porte malchance, c'est pourquoi on annule les mariages durant cette période de crainte que les nouveau-nés aient des dysmorphies. Quant aux agriculteurs, ils s'abstiennent de toute activité de peur que les plantes ne soient pas productives.